# Plumatella patagonica
Plumatella patagonica är en mossdjursart som beskrevs av Wiebach 1974. Plumatella patagonica ingår i släktet Plumatella och familjen Plumatellidae. Inga underarter finns listade i Catalogue of Life.